# Francisco Soares Franco, 1.º Visconde de Soares Franco
Francisco Soares Franco (Coimbra, 16 de dezembro de 1810 – Lisboa, 13 de setembro de 1885), primeiro visconde de Soares Franco, foi um oficial general da Armada Portuguesa.
Foi o 5.º e último Soberano Grande Comendador do Supremo Conselho afecto ao Grande Oriente do Rito Escocês entre 1884 e 1885.